# Розовые розы
«Розовые розы» (первоначально «Светка Соколова») — советская эстрадная песня. Лауреат конкурса Песня-89. Авторы: слова — Наталья Просторова, музыка — Павел Слободкин. Исполнители: группа «Весёлые ребята», вокалист — Александр Добрынин.

## Исследования
Согласно исследованию Н. И. Мирона, профессора из Горно-Алтайского государственного университета, песня прочно ассоциируется с выпуском из средней школы, с выпускным вечером.
М. Велькович (Санкт-Петербургский государственный университет) в статье «Роза в русском языковом сознании на фоне сербского» показывает итоги опроса русских респондентов о первой ассоциации к слову «роза». В большинстве были прецедентные феномены: слова песни «Белые розы» Ю. Шатунова, палиндром «А роза упала на лапу Азора», слова песни «Розовые розы».
Один из исследователей советской эстрадной песни времён перестройки отметил: «Процесс развития лёгкой танцевальной диско-музыки породил такой феномен, как абсолютная схожесть песен у разных групп конкретного жанра. Данное явление хорошо прослеживается в песнях про розы, в репертуарах групп которых были почти одинаковые песни, как в словах, так и в аранжировке, что представляло собой низкую культурную ценность».